# 18670 Шантанугаур
18670 Шантанугаур (18670 Shantanugaur) — астероїд головного поясу, відкритий 20 березня 1998 року.
Тіссеранів параметр щодо Юпітера — 3,202.